# Ceratodon amblyocalyx
Ceratodon amblyocalyx är en bladmossart som beskrevs av C. Müller och Johan Ångström 1876. Ceratodon amblyocalyx ingår i släktet brännmossor, och familjen Ditrichaceae. Inga underarter finns listade i Catalogue of Life.